# نادي الخور
نادي الخور الرياضي هو نادي قطري يلعب في دوري نجوم قطر أُسِّسَ سنة 1961 يقع في مدينة الخور.

## أبرز اللاعبين
1. مادسون فورماغيني
2. محمد مبارك الكشاشي
3. خميس مبارك الكشاشي
4. عبد الرحمن يوسف جولو المهندي
5. عادل الملا
6. مبارك مصطفى
7. رشيد روكي
8. يونس محمود
9. جوليو سيزار دو ناسيمنتو
10. قصي منير
11. محمد نداو (صقر)
12. علي هلال الشمري
13. علي المؤذن
14. علي احمد
15. علي السعودي
16. عبد الله حسن
17. مصطفى جلال
18. حمد عامر
19. نواف الحمدان
20. مبارك الحمدان
21. سالم سلمان
22. فيصل هادي
23. عبد الرحمن المحري

## الإنجازات
كأس ولي عهد دولة قطر مرة واحدة سنة 2005

## تشكيلة الفريق
ملاحظة: تشير الأعلام إلى المنتخب الوطني على النحو المحدد في قواعد الأهلية للفيفا. قد يحمل اللاعبون أكثر من جنسية واحدة غير تابعة للفيفا.
| الرقم | البلد      | المركز | اللاعب                            |
| ----- | ---------- | ------ | --------------------------------- |
| 1     | قطر        | حارس   | علي نادر                          |
| 2     | قطر        | مدافع  | خالد كريب                         |
| 4     | قطر        | مدافع  | خالد رضوان                        |
| 5     | المغرب     | مدافع  | عادل رحيلي                        |
| 6     | قطر        | وسط    | عبد الله الساعي (معار من الغرافة) |
| 7     | قطر        | وسط    | سيف المهندي                       |
| 8     | قطر        | وسط    | فارس سعيد U21 (معار من الدحيل)    |
| 9     | العراق     | مهاجم  | أيمن حسين                         |
| 10    | قطر        | وسط    | سعيد براهمي                       |
| 11    | ساحل العاج | مهاجم  | يوهان بولي (معار من الغرافة)      |
| 12    | قطر        | وسط    | إبراهيم كلا (معار من العربي)      |
| 13    | قطر        | وسط    | سالمين عتيق (معار من الشمال)      |
| 14    | قطر        | مدافع  | أحمد رياض (معار من الدحيل])       |
| 15    | قطر        | مدافع  | نايف مبارك                        |
| 16    | الجزائر    | وسط    | خليل زهير U21                     |

| الرقم | البلد    | المركز | اللاعب                            |
| ----- | -------- | ------ | --------------------------------- |
| 17    | قطر      | مدافع  | عبد العزيز الحصية (معار من معيذر) |
| 18    | قطر      | مهاجم  | عيسى المهندي                      |
| 19    | الجزائر  | وسط    | عبد الله نوري                     |
| 20    | قطر      | وسط    | أحمد المهندي                      |
| 21    | قطر      | مدافع  | عاطف زغباني                       |
| 22    | قطر      | حارس   | عبد الرحمن الشيبة U21             |
| 26    | ليبيا    | مدافع  | عبد الحميد ناصر U21               |
| 27    | قطر      | وسط    | جاسر يحيى                         |
| 30    | قطر      | مهاجم  | مالك حسن                          |
| 31    | إنجلترا  | حارس   | أحمد كوني                         |
| 33    | قطر      | مدافع  | عبد الله العلي (معار من الريان)   |
| 35    | البرتغال | مدافع  | روبن سيميدو                       |
| 77    | قطر      | مدافع  | عبد الرحمن راشد (معار من الوكرة)  |
| 88    | قطر      | وسط    | مؤمن معتصم (معار من الريان)       |
| 94    | الجزائر  | وسط    | سفيان هاني                        |

### المعارون
ملاحظة: تشير الأعلام إلى المنتخب الوطني على النحو المحدد في قواعد الأهلية للفيفا. قد يحمل اللاعبون أكثر من جنسية واحدة غير تابعة للفيفا.
| الرقم | البلد | المركز | اللاعب                                      |
| ----- | ----- | ------ | ------------------------------------------- |
| 3     | قطر   | وسط    | أنس الفاضل (معار إلى نادي المرخية)          |
| --    | قطر   | حارس   | أبوبكر عثمان U21 (معار إلى نادي كالاهورا ب) |

| الرقم | البلد | المركز | اللاعب                             |
| ----- | ----- | ------ | ---------------------------------- |
| --    | قطر   | مدافع  | هلال محمد (معار إلى النادي العربي) |